# Lars Hochmann
Lars Hochmann (* 31. Dezember 1987 in Delmenhorst) ist ein deutscher Wirtschaftswissenschaftler und Professor für Transformation und Unternehmung an der Hochschule für Gesellschaftsgestaltung. Er lehrt und forscht zu einer reflexiven Theorie der Unternehmung, Nachhaltigkeit und nachhaltigen Unternehmensstrategien.

## Leben und Wirken
Lars Hochmann studierte von 2008 bis 2011 Wirtschaftswissenschaften (B. A.) an der Carl von Ossietzky Universität Oldenburg und von 2011 bis 2013 Management Studies (M. Sc.) an der Europa-Universität Flensburg. Von 2014 bis 2016 arbeitete er als wissenschaftlicher Mitarbeiter und Doktorand bei Reinhard Pfriem am Lehrstuhl für Allgemeine Betriebswirtschaftslehre, Unternehmensführung und Betriebliche Umweltpolitik an der Carl von Ossietzky Universität Oldenburg. 2016 absolvierte er dort das hochschuldidaktische Zertifikatsprogramm. Im selben Jahr wurde er mit „summa cum laude“ in Wirtschaftswissenschaften zum Dr. rer. pol. promoviert.
Nach seiner Promotionszeit arbeitete Lars Hochmann von 2016 bis 2018 als Post-Doc an der Fakultät für Kulturwissenschaft der Leuphana Universität Lüneburg, von 2016 bis 2020 als Koordinator des Lehrprojektes „Forschungswerkstatt Nachhaltigkeit“ an der Carl von Ossietzky Universität Oldenburg sowie von 2017 bis 2019 als Lehrbeauftragter für forschendes Lernen in den Wirtschaftswissenschaften an der Cusanus Hochschule. Im Jahr 2020 vertrat er in Teilzeit die Professur für „Plurale Ökonomie“ an der Cusanus Hochschule für Gesellschaftsgestaltung.
Im Januar 2021 habilitierte sich Lars Hochmann an der Fakultät II der Carl von Ossietzky Universität Oldenburg. Zugleich wurde ihm die Venia Legendi für das Fach Betriebswirtschaftslehre verlieren.
Zum 1. April 2021 folgte er dem Ruf auf die Professur für „Transformation und Unternehmung“ an die Hochschule für Gesellschaftsgestaltung.

## Lehr- und Forschungsansatz
Lars Hochmann forscht zu dem Verhältnis von Wirtschaft und Gesellschaft im Anthropozän aus kultur- und naturtheoretischer Perspektive. Er vertritt die Position, dass wirtschaftliche Strukturen das kontingente Ergebnis sozialer Praktiken in der Arbeitswelt sind. Dabei bezieht er sich auf die klassischen und aktuellen Praxistheorien, unter anderem von Karl Marx, Pierre Bourdieu, Anthony Giddens und Andreas Reckwitz.
Neben der Wissenschaftstheorie der Wirtschaftswissenschaften gilt sein besonderes Interesse den ökonomischen Natur- und Weltverhältnissen, dem sustainable Entrepreneurship und nachhaltigen Unternehmensstrategien. Seine Arbeit zielt auf die Begründung einer reflexiven Theorie der Unternehmung im Kontext sozialökologischer Transformationen. Unternehmungen versteht er in diesem Zusammenhang als die Selbstgestaltungskräfte der Gesellschaft zur Versorgung und Problemlösung, insbesondere zur Lösung gesellschaftlicher Herausforderungen.
Der Forschungsansatz von Lars Hochmann ist inter- und transdisziplinär. In seinen Schriften plädiert Lars Hochmann für eine Einheit der Gesellschaftswissenschaften. Er vertritt den Standpunkt, dass die Wirtschaftswissenschaften mehrheitlich in einem Modus der Präreflexivität lehren und forschen, da „ein Denkstil entwickelt wurde, der immer nur im Rahmen von Verhältnissen bleibt, die Verhältnisse selbst aber nicht strittig stellt“. Wirtschaftswissenschaftliche Beiträge zu einer nachhaltigen Gestaltung der Gesellschaft knüpft Lars Hochmann in Anlehnung an Ulrich Beck an eine reflexive Verwissenschaftlichung von Wirtschaft, was „ein Projekt der Demokratisierung der Produktion von Wissen“ bedeute.
Lars Hochmann publiziert vorwiegend in deutschsprachigen Verlagen mit Nachhaltigkeitsbezug und gesellschaftswissenschaftlichem Programm. Seine Arbeiten wurden unter anderem verlegt von Campus, transcript, metropolis, Murmann und oekom.
In der Lehre engagiert sich Lars Hochmann für forschendes Lernen und gestaltungsorientierte Didaktiken und Prüfungen, die Theorie und Praxis aufeinander beziehen.
Lars Hochmann engagiert sich in der Wissenschaftskommunikation. Er ist Teil der Scientists for Future und Herausgeber des Buches „economists4future“ (Murmann, 2020). Seit 2021 betreibt er zusammen mit Stephanie Birkner den Podcast „lautdenken“.

## Schriften (Auswahl)
- Mit Sebastian Möller (Hrsg.): Organisationen hacken. Einfallstore in eine nachhaltige Arbeitswelt. oekom-Verlag, München 2024, ISBN 978-3-98726-085-8. doi:10.14512/9783987263248 (Open Access)
- Das Imaginäre der Unternehmung. Eine reflexive Theorie der Transformation. Campus-Verlag 2022, ISBN 978-3-593-51532-8.
- Die Kultivierung des Widerspruchs. Ökonomische Studien II (= Theorie der Unternehmung. Bd. 74). Metropolis-Verlag, Marburg 2021, ISBN 978-3-7316-1460-9.
- (Hrsg.): economists4future. Verantwortung übernehmen für eine bessere Welt. Murmann-Verlag, Hamburg 2020, ISBN 978-3-86774-653-3.
- Mit Stephanie Birkner und Hans Jürgen Heinecke: Digitale Agonistik. Unternehmen der so oder anders digitalisierten Gesellschaft. Metropolis-Verlag, Marburg 2020, ISBN 978-3-7316-1417-3.
- Mit Martin Barde: Streuobstwirtschaft. Aufbruch zu einem neuen sozialökologischen Unternehmertum. oekom-Verlag, München 2019, ISBN 978-3-96238-092-2.
- Wege, Auswege, Holzwege. Ökonomische Studien I (= Theorie der Unternehmung. Bd. 71). Metropolis-Verlag, Marburg 2019, ISBN 978-3-7316-1338-1.
- Vom Nutzen und Nachteil der Ökonomik für das Leben. Reflexionen aus einer schwierigen Wissenschaft. transcript-Verlag, Bielefeld 2018, ISBN 978-3-8376-4569-9.
- Die Aufhebung der Leblosigkeit. Eine praxis- und naturtheoretische Dekonstruktion des Unternehmerischen (= Theorie der Unternehmung. Bd. 64). Metropolis-Verlag, Marburg 2016, ISBN 978-3-7316-1233-9.